# Comuna Voinești, Vaslui
Voinești este o comună în județul Vaslui, Moldova, România, formată din satele Avrămești, Băncești, Corobănești, Gârdești, Mărășești, Obârșenii Lingurari, Obârșeni, Rugăria, Stâncășeni, Uricari și Voinești (reședința). Se află în partea de vest a județului, la limita cu județul Bacău.

## Demografie
Componența etnică a comunei Voinești
     Români (71,58%)
     Alte etnii (28,42%)
Componența confesională a comunei Voinești
     Ortodocși (70,55%)
     Alte religii (1,04%)
     Necunoscută (28,42%)
Conform recensământului efectuat în 2021, populația comunei Voinești se ridică la 3.283 de locuitori, în scădere față de recensământul anterior din 2011, când fuseseră înregistrați 3.757 de locuitori. Majoritatea locuitorilor sunt români (71,58%). Din punct de vedere confesional, majoritatea locuitorilor sunt ortodocși (70,55%), iar pentru 28,42% nu se cunoaște apartenența confesională.

## Politică și administrație
Comuna Voinești este administrată de un primar și un consiliu local compus din 13 consilieri. Primarul, Aurelian Miler[*], de la Partidul Social Democrat, este în funcție din 1 noiembrie 2024. Începând cu alegerile locale din 2024, consiliul local are următoarea componență pe partide politice:
|  | Partid                   | Consilieri | Componența Consiliului | Componența Consiliului | Componența Consiliului | Componența Consiliului | Componența Consiliului | Componența Consiliului | Componența Consiliului |
|  | ------------------------ | ---------- | ---------------------- | ---------------------- | ---------------------- | ---------------------- | ---------------------- | ---------------------- | ---------------------- |
|  | Partidul Social Democrat | 7          |                        |                        |                        |                        |                        |                        |                        |
|  | Uniunea Salvați România  | 6          |                        |                        |                        |                        |                        |                        |                        |

## Personalități
- Aneta Slivneanu (1944 - 2012), om politic comunist;
- Nicolae Țaga (n. 1967), fost canotor, laureat cu aur și bronz la Barcelona 1992.